# Barrio de Ezcaba
Ezcaba (Ezkaba en euskera y oficialmente) es un barrio de la ciudad de Pamplona, Comunidad Foral de Navarra, España. Se conocida también como Orvina (un acrónimo de Organización de Viviendas de Navarra) o en plural,Orvinas, por el nombre de las primeras urbanización construidas en esa zona a mediados de los años sesenta del siglo xx. Así, la línea 5 del Transporte Urbano Comarcal de Pamplona, se denomina Orvina 3-Universidad de Navarra.

## Localización
El barrio se sitúa al nordeste de la ciudad, próximo al monte de su mismo nombre, sobre una superficie de 246.852 metros cuadrados, entre los términos municipales de Ansoáin y Pamplona. Los bloques de viviendas se dibujan sobre el plano en forma de ele, limitados por la Ronda Norte, el Alto de Ezcaba y la calle Canal. Entre las viviendas se intercalan zonas verdes y los solares dotacionales se ubican junto a la ronda.
Administrativamente Ezcaba forma parte del Barrio de la Chantrea, situándose en la parte norte de este barrio.

## Historia
En marzo de 2006, el Ayuntamiento de Pamplona y la empresa Avanco entregaban las llaves de los 32 primeros pisos de la urbanización de Ezkaba, un edificio de ocho alturas en el paseo de los Donantes de Sangre. Año y medio después, más del 66% de las 1.461 viviendas con que cuenta la urbanización están ya entregadas (975 pisos). Se puede estimar que más de 2.000 personas viven ya en el nuevo barrio.

## Comunicaciones
| Eskualdeko Hiri Garraioa/Transporte Urbano Comarcal |       |                                 |
| Inicio                                              | Línea | Fin                             |
| Hirigunea/Centro                                    | 3     | Antsoain                        |
| Orvina 5                                            | 5     | Universidad de Navarra          |
| Atarrabia/Villava                                   | 7     | Barañáin                        |
| Ezkaba                                              | 11    | Galaria - Mutiloa Industrialdea |
| Hirigunea/Centro                                    | 21    | Antsoain                        |
| Hirigunea/Centro                                    | N7    | Hirigunea/Centro                |
| Taxi Iruñerria                                      |       |                                 |
| Zona                                                | A     | A                               |
| Estaciones                                          |       |                                 |